# Burkhard Mann
Burkhard Mann (* vor 1960) ist ein ehemaliger deutscher Schauspieler und Ingenieur.

## Leben
Mann war Anfang der 1970er Jahre in der DDR als Filmschauspieler tätig. In diesem Zeitraum hat er in mehreren DEFA-Filmen in Hauptrollen mitgespielt. Die Filmdatenbanken IMDb und filmportal.de weisen jeweils seine Mitwirkung in vier Filmen nach. Als seinen ersten Filmauftritt führt die Filmdatenbank IMDb den Jugendfilm Der rote Reiter. Mann verkörperte darin den halbwüchsigen Arbeiterjungen Michael, dessen größter Wunsch es ist, Budjonny-Reiter zu werden; von seiner Heimat im Erzgebirge macht er sich im Jahre 1920 auf den Weg nach Petrograd. Mann wurde zum Filmstart in der DDR als Jugend-Idol mit Postkarten und Porträtfotos vermarktet.
Danach spielte er 1971 eine der Hauptrollen in dem Märchenfilm Dornröschen. Unter der Regie von Walter Beck war er an der Seite von Juliane Korén der Prinz. Auch hier verkörperte Mann einen ähnlichen Rollentypus; eine jugendliche Identifikationsfigur, in der sich die Kinobesucher wiederfinden konnten. In der Filmbiografie Trotz alledem! übernahm er die Rolle des Kulle Schreiner. Er verkörperte einen jungen Mann, der gemeinsam an der Seite von Karl Liebknecht für eine „Freie Sozialistische Republik Deutschland“ kämpft.
Burkhard Mann studierte später Elektrotechnik und Mikroprozessortechnik an der TU Dresden, wurde Diplom-Ingenieur und arbeitete als Entwicklungsingenieur für mikroprozessorgesteuerte Messtechnik. Seit etwa 2000 entwickelt er Telekommunikations- und SAT-Anlagen.
In den 1980er Jahren verfasste er u. a. einen Beitrag über Computertechnik in der Zeitschrift rfe (Rundfunk Fernsehen Elektronik) 08/89. Mann ist mittlerweile in Rente. Er ist Hobby-Imker.

## Filmographie (Auswahl)
- 1970: Der rote Reiter: Michael[6]
- 1971: Dornröschen: Prinz[7][8][6]
- 1971: Geliebtes Leben (Liebeserklärung an G.T. (Originaltitel))
- 1972: Trotz alledem!: Kulle Schreiner[6]